# Tro-Bro Léon 2004
Il Tro-Bro Léon 2004, ventunesima edizione della corsa e valida come evento UCI categoria 1.3, si svolse il 25 aprile 2004 su un percorso totale di circa 195,2 km. Fu vinto dal francese Samuel Dumoulin che terminò la gara in 5h02'26", alla media di 38,726 km/h.
Partenza con 86 ciclisti, dei quali 45 portarono a termine il percorso.

## Ordine d'arrivo (Top 10)
| Pos. | Corridore         | Squadra       | Tempo    |
| ---- | ----------------- | ------------- | -------- |
| 1    | Samuel Dumoulin   | AG2R Prév.    | 5h02'26" |
| 2    | Christophe Mengin | Fdjeux.com    | a 2"     |
| 3    | Bert Scheirlinckx | Flanders      | a 5"     |
| 4    | Andrej Mizurov    | Oktos         | a 14"    |
| 5    | Nicolas Inaudi    | AG2R Prév.    | a 46"    |
| 6    | Thomas Voeckler   | La Boulangère | a 49"    |
| 7    | Frédéric Guesdon  | Fdjeux.com    | a 55"    |
| 8    | Erki Pütsep       | AG2R Prév.    | s.t.     |
| 9    | Jo Planckaert     | Mr Bookmaker  | s.t.     |
| 10   | Franck Renier     | La Boulangère | s.t.     |